# Melissa Baldera
Melissa Baldera (Lima, 20 de septiembre de 1995) es una atleta paralímpica peruana invidente especializada en velocidad.

## Biografía
Melissa perdió el 90% de su visión a los 19 años debido al glaucoma. Comenzó a practicar atletismo paralímpico en 2017 y en 2019 participó en los Juegos Parapanamericanos de Lima, finalizando en la sexta posición tanto en los 100 como en los 200 metros planos T11. En 2021 participó en los Juegos Paralímpicos de Tokio.
Su atleta guía es Edert Alonzo Yllescas Ramos.

## Palmarés
| Año  | Demostración             | Lugar | Evento          | Resultado | Rendimiento |
| ---- | ------------------------ | ----- | --------------- | --------- | ----------- |
| 2019 | Juegos Parapanamericanos | Lima  | 100 m T11 pisos | 6.º       | 14 "06      |
| 2019 | Juegos Parapanamericanos | Lima  | 200 m T11 pisos | 6.º       | 29 "32      |